# Hovenia dulcis
Hovenia dulcis je listopadno drevo, ki izvira s Kitajske, Koreje, Japonske in Himalaje, kjer raste do 2000 metrov nad morjem. 

## Opis
Hovenia dulcis je edini predstavnik svojega rodu, ki zraste do 18 metrov visoko in ima globoko razbrazdano skorjo.Ime je dobilo po nizozemskem senatorju Davidu Hovenu Raste v deloma poraslih območjih na sončnih legah, najraje s peščeno podlago. Ima premenjalno nameščene dolgopecljate, gladke, jajčaste in na vrhu zašiljene liste z nazobčanim robom. Cvetovi so drobni in imajo pet čašnih in pet venčnih listov, združeni pa so v belkasta socvetja, ki se razvijejo v zalistjih ali na koncu poganjka. Cvetni pecelj se med razvojem plodov odebeli in zvije, na koncu vsakega izrastka pa se razvije okrogel rjav koščičast sadež. V sadežu so po tri  svetlo rjava ploščata semena.

## Razširjenost in uporabnost
Hovenio dulcis so kot okrasno drevo raznesli po svetu, zaradi ugodne klime pa je drevo postalo močno invazivno v Braziliji. Odebeljeni cvetni peclji so sladki in užitni tako surovi kot kuhani. Njihov okus je podoben okusu rozin. Izvleček plodov in mladih listov se uporablja kot nadomestek za med Ta izvleček se uporablja v tradicionalnih medicinah Japonske, Kitajske in Koreje. Z njim so zdravili parazitske infekcije, mrzlico, odvajalo ter za zdravljenje jetrnih bolezni.